# Amy Snider
Amy Snider, född 26 maj 1942, är en friidrottare från Kanada. Hon deltog vid olympiska sommarspelen 1964.